# Edi Hans Pawlata
Edi Hans Pawlata (* 19. Februar 1900 in Wien; † 31. Dezember 1966 in Wien) war ein österreichischer Pionier des Kanusport.
Am 30. Juli 1927 gelang dem Edi Hans Pawlata als erstem Europäer nachweislich die Eskimorolle. Im Jahr 1928 veröffentlichte er sein Lehrbuch mit dem Titel Kipp, Kipp, Hurra! Im reinrassigen Kajak, in dem er seine Technik beschreibt.
Bereits 1926 entwickelte er das Boot Aijuk, ein Faltkajak nach westgrönlandischem Vorbild mit 4,90 m Länge und 47 cm Breite, das von der Faltbootfirma Otto Hartel in Graz in Serie hergestellt wurde.
In seinem Buch zur Eskimorolle zitiert Jens Reinhold Pawlata: „Ganz gegen die Erwartungen alterfahrener Paddler ist es mir am 30. Juli 1927 als erstem europäischen Sportsmanne gelungen, mich im Kajak nach dem Kentern wieder aufzurichten. Dadurch war der Bann um das jahrhundertealte Eskimogeheimnis gebrochen und der Kajaksport hatte aufgehört, nur dem Namen nach zu existieren.“ (S. 3f)